# 다니엘 귀사
다니엘 곤살레스 귀사(스페인어: Daniel González Güiza, 1980년 8월 17일, 카디스 주 헤레스데라프론테라 ~ )는 스페인의 축구 선수로, 롬 혈통이다. 현재 스페인 3부리그의 로타에서 스트라이커로 활약하고 있으며, 프리메라리가 2007-08 시즌에 마요르카 소속으로 27골이라는 가공할만한 득점력을 선보이며, 그 시즌 최다 득점자가 되기도 했다.

## 클럽 경력

### 경력 초기
헤레스에서 축구를 시작한 귀사는 마요르카에 영입되었으나 첫 세 시즌 동안 클럽 관계자들에게 관심을 받지 못하였다. 임대로 팀을 번갈아가며 2부리그에서 세 시즌을 더 허비한 귀사는 헤타페에 영입되어 주전으로 뛰기 시작하며 축구 인생을 다시 열게 되었다.

### 마요르카 복귀
2007년 귀사는 마요르카로 복귀한 이후 37경기에서 페널티킥을 한번도 차지 않고 27득점을 기록, 2007-08 라 리가 득점왕을 차지하면서 시즌을 마쳤다. 스페인의 공격수 귀사는 이 활약으로 인해 많은 유럽 팀들에게 관심을 받았고 결국 2008년 여름 이적 시장에서 1400만 유로의 이적료로 페네르바체에 4년 계약으로 이적 되었다.

### 페네르바체
유로 2008에서 스페인을 우승 시킨 명장 루이스 아라고네스와 함께 페네르바체의 황금기를 다시 이끌어낼 것이라고 기대 하였으나 기대 이하의 활약과 성적으로 많은 비판을 받기도 하였다.
그러나 2008-09 시즌이 끝나갈 무렵, 스페인 축구 국가대표팀에 소집 되어 6경기동안 6득점을 하는 괴력을 보여주었다.
2009-2010 시즌에는 27경기 11골이라는 준수한 성적을 거두었으나, 중요한 찬스들을 놓치는 많은 실수들로 인해 페네르바체 서포터들 사이에서는 형편 없는 결정력을 가지고 있는 공격수로 낙인 찍혔다.
그리고 2010-2011 시즌에는 장기부상을 당해 좀처럼 경기에 나서지 못했다. 결국 페네르바체에서 설 자리를 잃은 귀사는 3년 만에 터키 무대와 결별을 고하게 됐다.

### 헤타페 복귀
2011년 페네르바체가 귀사의 헤타페 이적을 공식 발표했다. 지난 시즌 아킬레스건 부상으로 긴 공백기를 가졌던 귀사는 친정팀 헤타페에서 부활에 도전장을 내밀 예정이다.
페네르바체는 구단 홈페이지를 통해 "페네르바체에서 3시즌을 보낸 귀사가 스페인의 헤타페로 이적하게 됐다. 그의 미래에 행운이 가득하길 빈다" 라며 이 같은 소식을 전했다. 헤타페 측이 지급하게 될 이적료는 공개되지 않았다.
그러나 32경기에 출전하였음에도 3골에 그치면서 그는 한 시즌을 말레이시아의 조호르 다룰 탁짐 FC으로 임대되었고 거기에서도 10경기 6골에 그치면서 임대 종료 후 파라과이의 세로 포르테뇨로 이적하였다.

## 국가대표 경력
2007년, 유로 2008 예선에서 처음으로 소집된 귀사는 스위스와의 경기에선 뛰지 못하였으나 북아일랜드와의 경기에서 국가대표 데뷔전을 치렀고 팀은 1-0으로 승리를 했다.
그 뒤 유로 2008 선수 명단에 들게 된 귀사는 대회에서 2번 밖에 경기에 나서지 못했다. 그러나 그는 대회에서 2골을 득점했는데 디펜딩 챔피언, 그리스와의 경기에서 선발 출장 해 자신의 첫 국가대표 골을 넣었고 준결승전, 러시아와의 3-0으로 승리한 경기에서 스페인의 2번째 골이자 자신의 국가대표 커리어의 2번째 골을 득점했다. 그의 활약과 더불어 스페인은 유로 2008에서 우승한다.
2009년 펼쳐진 FIFA 컨페더레이션스컵, 남아프리카 공화국과의 경기에서 1-0으로 지고 있는 팀을 귀사가 88분, 89분 연속 2골을 뽑아내며 2-1를 만들어 내었으나 다시 실점을 한 까닭에 연장전에 돌입했고 결국 팀은 3-2로 승리, 스페인은 3위를 하였다.

## 수상
페네르바체
- 쉬페르리그 : 2010-11
- 튀르키예 쉬페르 쿠파 : 2009
- 튀르키예 쿠파스 준우승 : 2008-09, 2009-10

세로 포르테뇨
- 파라과이 프리메라 디비시온 : 후기 리그 2013

스페인
- UEFA 유로 2008 우승
- 2009년 FIFA 컨페더레이션스컵 3위

개인
- 2006-07 코파 델 레이 득점왕
- 2007-08 프리메라리가 득점왕
- 2007-08 사라 트로피 수상